# ロジャー・モーティマー (初代マーチ伯)

モーティマー家の紋章

初代マーチ伯ロジャー・モーティマー（Roger Mortimer, 1st Earl of March, 1287年4月25日 - 1330年11月29日）は、イングランドの貴族、政治家。イングランド王エドワード2世に反乱を起こして政権を奪い、王妃イザベラと共に一時期イングランドの政治を取り仕切った。

## 生涯

### 前半生
1287年、ヘレフォードシャーのウィグモア城で第2代モーティマー男爵エドマンド・モーティマーとマーガレット・ド・ファインズの息子として生まれた。父方の祖母モードは初代ペンブルック伯ウィリアム・マーシャルの孫娘で、ロジャーはウィリアム・マーシャルの玄孫に当たる。1301年に婚約者ジョーン・ド・ジェネヴィルと結婚、ラドロー城を始めウェールズ国境地帯の土地も多数相続、アイルランドにも影響を及ぼした。
1304年に父がウェールズでの戦闘で戦死した時は未成年だったため、エドワード1世の支持でエドワード皇太子（後のエドワード2世）の側近ピアーズ・ギャヴィストンが後見人となった。1306年にウェストミンスター寺院で開かれた式典に参加、エドワード1世から騎士に叙任された。
1308年にはアイルランドに赴き、スコットランド王ロバート1世の弟エドワード・ブルースに支援を求めたレイシー家と抗争を繰り返した。
1316年にエドワード2世によりアイルランド総督に任命され、エドワード・ブルース派の掃討に努め、1318年にイングランドへ戻り、1319年に最高法官に任じられた。

### 反国王派貴族に
イングランドの宮廷ではエドワード2世の寵臣のギャヴィストン、ギャヴィストン殺害後はヒュー・ル・ディスペンサー父子が専横を振るい、宮廷と貴族が対立を深めた。モーティマーはこの争いに当初中立的だったが、次第にディスペンサー父子と確執を深め、反国王派の第4代ヘレフォード伯ハンフリー・ド・ブーンの支持者となり、1321年に国王の召還に応じることを拒否し、貴族たちの反乱に参加した。しかし1322年1月にシュルーズベリーで国王に降伏し、ロンドン塔に投獄された。1324年8月に脱走してフランスへ亡命した。
翌1325年に夫エドワード2世やディスペンサー父子と対立を深めていた王妃イザベラがフランスへやってくると、彼女に接近してその愛人となり、王妃のクーデター計画に協力した。
1326年9月に王妃と共に約700の兵を率いてイングランドへ上陸し、1カ月ほどでイングランドを制圧した。エドワード2世やディスペンサー父子らを捕らえ、ディスペンサー父子ら宮廷派を処刑。翌1327年1月の議会でエドワード2世を廃位し、エドワード3世を即位させた。後にエドワード2世は王妃の命令で殺害された。

### 王妃とともに国政掌握
15歳の少年王エドワード3世が即位すると、イザベラがエドワード3世の摂政として政権を掌握。モーティマーもイザベラの寵愛を盾に権力を握り、ウェールズや辺境地域に所領を拡大し、1328年10月27日に議会においてウェールズ辺境伯（マーチ伯）の称号を受けた。
しかし彼の急速な昇進はランカスター伯ヘンリー、初代ノーフォーク伯トマス・オブ・ブラザートン（エドワード1世と後妻マーガレットの間の長男）、初代ケント伯エドマンド・オブ・ウッドストック（同次男）ら王族に連なる諸侯の反発を招き、イザベラやモーティマーら宮廷派と、ランカスター伯らランカスター派の対立が顕在化した。
またスコットランド王ロバート1世が少年王の即位を好機とみてイングランド北部への侵攻を開始したが、軍資金の確保に苦しむイザベラとモーティマーは、戦争継続は不可能と判断してロバート1世に講和を懇願し、エディンバラ＝ノーサンプトン条約を締結した。これによりイングランドはスコットランドが独立国であることとロバート1世がスコットランド王であることを承認した。さらにエドワード3世の妹ジョーンとロバート1世の長男デイヴィッド（のちのデイヴィッド2世）の結婚が取り決められた。この講和は国内的な合意を得ないまま進められた物であったため、「屈辱外交」として国内の強い反発を招いた。
1330年春の議会ではイザベラとモーティマーの主導でケント伯が反逆罪で公開裁判にかけられた末に処刑された。しかしこの時18歳になっていたエドワード3世は、2人の独断でのケント伯処刑に憤慨していた。

### 失脚と処刑

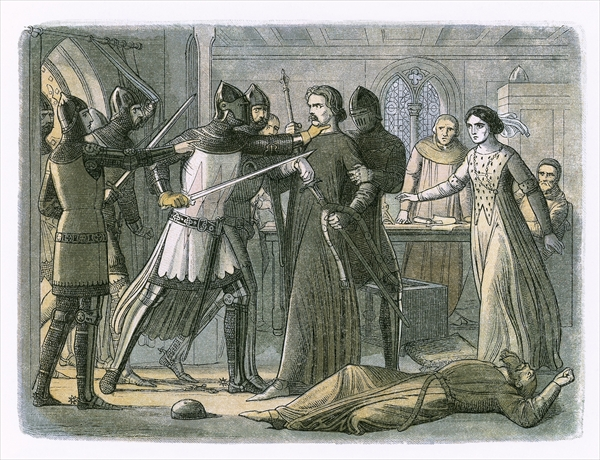
モーティマーの逮捕を描いたジェイムズ・ウィリアム・エドムンド・ドイルの年代記の絵をエドムンド・エヴァンズが彫版にしたもの

エドワード3世は成年に近づくにつれて母イザベラとモーティマーによる国政壟断に不満を抱くようになり、親政を開始する機会を探るようになった。そして1330年10月にノッティンガムで諸侯の会議が行われている最中にモーティマーをクーデター的に逮捕、モーティマーは11月末に召集した議会において絞首刑が宣告された。イザベラは見逃されるも政治から引退することとなった。
モーティマーはタイバーンにおいて11月29日に絞首刑となった。
モーティマーの死後マーチ伯爵位は消滅したが、1354年に同名の孫ロジャー・モーティマーが爵位を回復した。また、ロジャーの曾孫アン・モーティマーを通してイングランド王家とも連なり、王族リチャード・オブ・コニスバラと結婚したアンはリチャード・プランタジネットを儲け、子孫からヨーク朝、テューダー朝、ステュアート朝のイングランド王を輩出、王家は現在のウィンザー朝まで続いている。

## 子女
ジョーン・ド・ジェネヴィルとの間に11人の子を儲けた。
1. エドマンド（1302年 - 1331年） - 第2代マーチ伯ロジャー・モーティマーの父。
2. マーガレット（英語版）（1304年 - 1337年） - 第3代バークレー男爵（英語版）トマス・バークレー（英語版）と結婚
3. モード（1307年 - 1345年） - ジョン・チャールトン（英語版）と結婚
4. ジェフリー（1309年 - 1372年/1376年）
5. ジョン（1310年 - 1328年）
6. ジョーン（1312年 - 1337年/1351年） - オードリー男爵ジェームズ・オードリーと結婚
7. イザベラ（1313年 - 1327年）
8. キャサリン（英語版）（1314年 - 1369年） - 第11代ウォリック伯トマス・ド・ビーチャムと結婚
9. アグネス（英語版）（1317年 - 1368年） - 初代ペンブルック伯ローレンス・ヘイスティングスと結婚
10. ベアトリス（1319年 - 1383年） - エドワード・オブ・ノーフォークと結婚、ブルーズ男爵トマス・ド・ブルーズと再婚
11. ブランシュ（1321年 - 1347年） - 第2代グランディソン男爵（英語版）ピーター・ド・グランディソンと結婚

## 作品への登場
クリストファー・マーロウの戯曲『エドワード二世』に登場する。また、デレク・ジャーマンによるこの戯曲の映画化作品である『エドワードII』にも登場する。